# Moselbrücke Zell

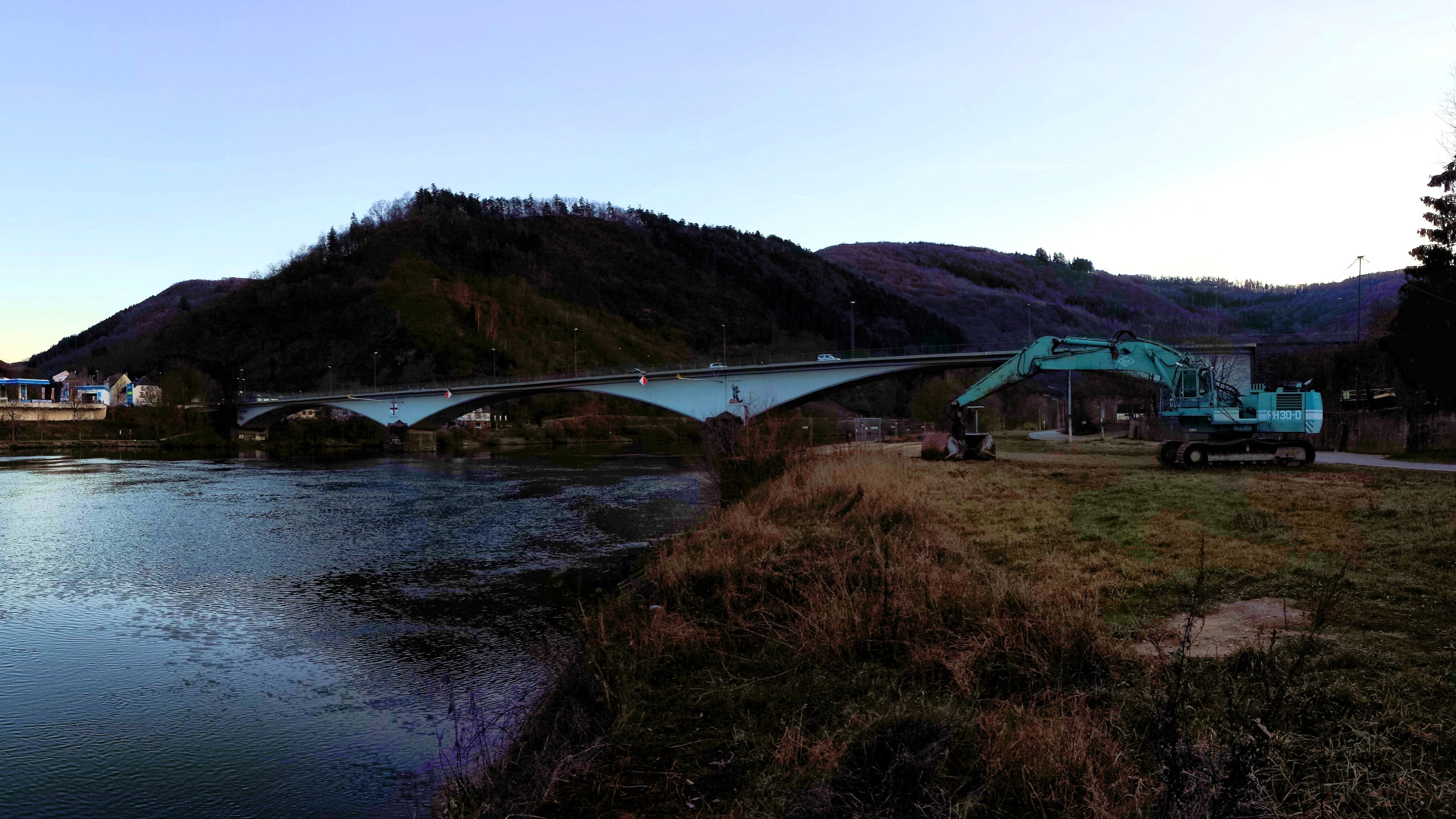
Moselbrücke Zell-Kaimt

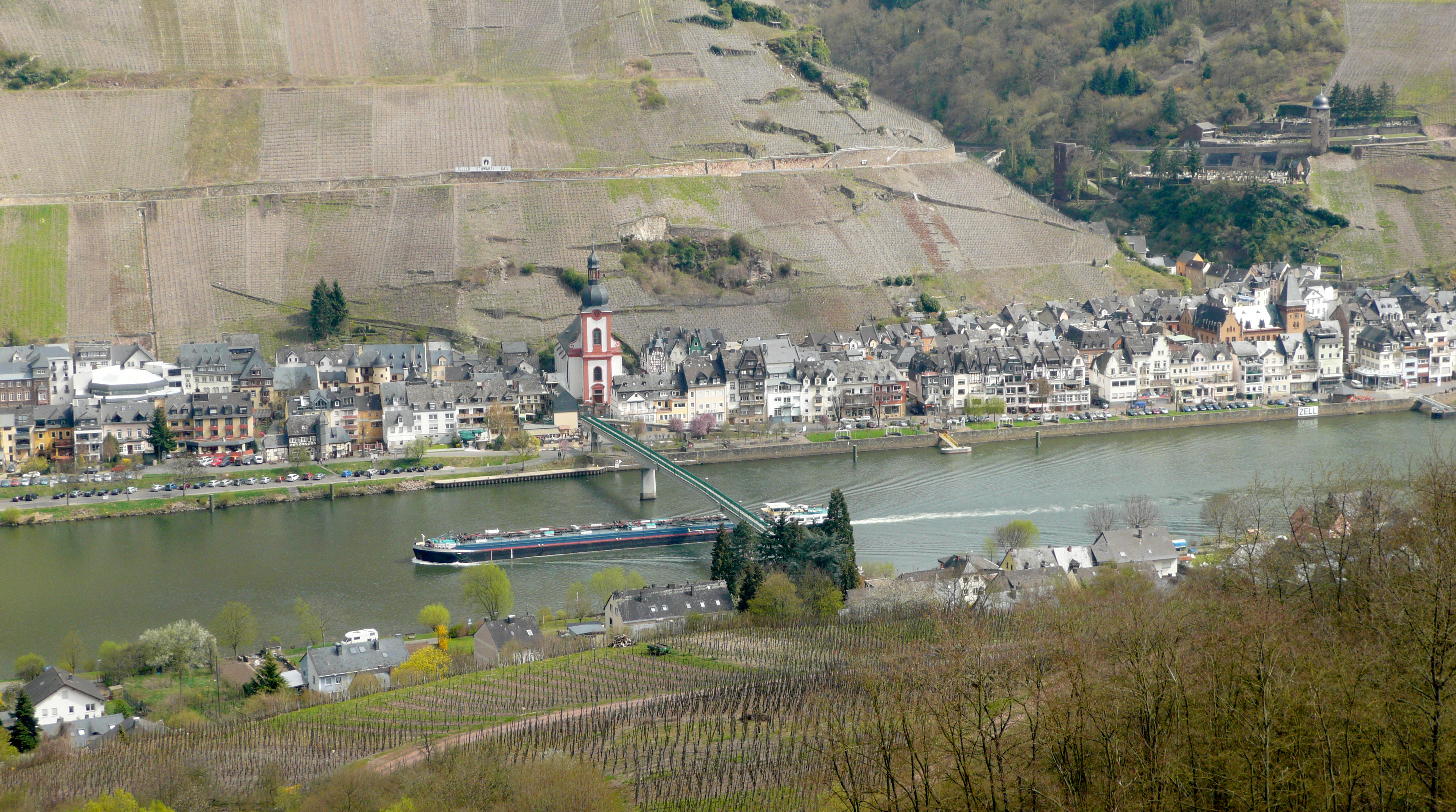
Fußgängerbrücke Zell-Kaimt

Die Moselbrücke Zell ist eine Straßenbrücke über die Mosel zwischen den Gemarkungen Zell und Kaimt im Landkreis Cochem-Zell in Rheinland-Pfalz. Sie ist Teil der Bundesstraße 53 mit Anschluss an die Bundesstraße 421 und liegt nahe unterhalb der Mündung des Altlayer Baches in die Mosel.
Die Brücke stammt aus dem Jahre 1955 und liegt am Mosel-km 88,33. Ihre Länge beträgt 230 m und die Höhe über HSW 8,82 m.
Eine Güterverkehrsstelle Zell (Mosel) Brücke am Moselbahn-km 95,8 (Kleinbahn) bestand von 1957 bis 1962.

## Fußgängerbrücke
Flussabwärts führt die Fußgängerbrücke Zell-Kaimt von 1962 am Mosel-km 87,14 ebenfalls über die Mosel. Sie hat eine Länge von 222 m und liegt 8,12 m über HSW. Sie verbindet das Ortszentrum von Zell mit dem Stadtteil Kaimt.